# Alejandro Faurlín
Alejandro Damián Faurlín (ur. 9 sierpnia 1986 w Rosario) – argentyński piłkarz występujący na pozycji środkowego pomocnika w RCD Mallorca.